# Monnières (Jura)
Monnières es una localidad y comuna francesa situada en la región de Franco Condado, departamento de Jura, en el distrito de Dole y cantón de Dole-Nord-Est.

## Demografía
| 236 | 275 | 282 | 342 | 341 | 404 | 1244 |
| Para los censos de 1962 a 1999 la población legal corresponde a la población sin duplicidades (Fuente: INSEE [Consultar]) |     |     |     |     |     |      |